# گیال
گیال (نام علمی: Bos frontalis) گونه‌ای نیمه‌اهلی از سرده گاو است که در شمال شرقی هند، بنگلادش، شمال برمه و ایالت یون‌نان چین زندگی می‌کند.
نیای این حیوان، گاومیش‌وحشی‌ هندی است.